# 9762 Hermannhesse
9762 Hermannhesse eller 1991 RA5 är en asteroid i huvudbältet som upptäcktes den 13 september 1991 av de båda tyska astronomen Freimut Börngen och Lutz D. Schmadel vid Tautenburg-observatoriet. Den är uppkallad efter nobelpristagaren Hermann Hesse.
Asteroiden har en diameter på ungefär 2 kilometer.